# Мишковское
Мишковское — деревня в Харовском районе Вологодской области.
Входит в состав Харовского сельского поселения, с точки зрения административно-территориального деления — в Харовский сельсовет.
Расстояние до районного центра Харовска по автодороге — 25 км. Ближайшие населённые пункты — Ивановское, Харенское, Ершиха.
По переписи 2002 года население — 5 человек.